# Електране
Електране (централе) представљају постројења у којима се облици примарне енергије (нуклеарна, хемијска, унутрашња калоричка, кинетичка и потенцијална) или енергија Сунчевог зрачења преображују у електричну енергију. Примарни облици енергије се могу поделити на класичне (конвенционалне) и алтернативне (неконвенционалне). Класични облици енергије су унутрашња енергија (нафта, угаљ, плин), потенцијална енергија (водне снаге) те нуклеарна енергија (нуклеарна фисија). Међу алтернативне изворе енергија спадају унутрашња енергија (биогас, биомаса, уљни шкриљаци), потенцијална енергија (плима и осека, таласи), кинетичка енергија (ветар), топлотна енергија (суве стене у Земљиној кори, море, врући извори), нуклеарна енергија (фузија лаких атома), те зрачење (Сунце). Основна карактеристика сваке електране је њена инсталирана електрична снага која се добија као аритметички збир декларисаних привидних снага генератора у MVA или називних снага примарних погонских машина у . Инсталирана снага је истовремено и називна снага електране.
Електрана је дакле постројење за производњу већих количина електричне енергије претварањем из неког другог облика енергије. Према улози у електроенергетском систему генерално се разликују темељне и вршне електране. Темељна електрана је она електрана која је по погонским својствима прилагођена сталном оптерећењу, а вршна електрана она која може, с обзиром на погонска својства и величину, преузети део вршног оптерећења. Прва електрана на свету ушла је у погон 1882. у Њујорку са шест електричних генератора једносмерне струје укупне снаге око 500 kW. Највећа хидроелектрана на свету, с инсталираном снагом од 22 500 MW, изграђена је у склопу пројекта Три кланца на реци Јангцекјанг у Кини. Од укупне светске годишње производње електричне енергије, која је 1997. износила 13 340,2 , највећи је део (62,3%) био произведен у термоелектранама на фосилна горива. Нуклеарне су електране произвеле 17,0%, хидроелектране 19,3%, а све остале 1,4% електричне енергије.

## Врсте електрана
Према врсти електричне струје електране могу бити:
- електране у којима се „производи“ електрична енергија једносмјерне струје и
- електране у којима се „производи“ електрична енергија наизмјеничне струје.

У зависности од врсте извора у којем је примарна енергија која се затим претвара у електричну, разликујемо;
- Хидроелектране
- Термоелектране
- Соларне електране или сунчане електране
- Електране на вјетар или вјетроелектране
- Геотермалне електране итд.

У термоелектране, гдје се хемијска енергија претвара у електричну, зависно од врсте горива (тврдо, текуће, гасовито (плинско)) које се употребљава, убрајамо: нуклеарне електране или атомске електране, електране на угаљ, електране на гас (електране на плин), дизел електране итд.
У хидроелектране убрајамо и електране на плиму и осеку те електране на морске таласе.
Електране се исто тако дијеле и на:
- електране са обновљивим изворима енергије те
- електране са необновљивим изворима енергије

На примјер: термоелектране, које употребљавају чврста (угаљ, уран), текућа (дизел) те гасовита (природни гас (плин)) горива за своје примарно гориво, спадају у електране са необновљивим изворима енергије; док рецимо, хидроелектрана, сунчане електране или вјетроелектране спадају у електране са обновљивим изворима енергије.

### Видови енергије у природи
Енергија постоји око нас у различитим облицима. Најчешће је описујемо као хемијску, топлотну, свјетлосну, механичку, електричну и нуклеарну или атомску енергију. У пракси се најчешће користи електрична, због особине да се лако може на било ком мјесту претварати у друге облике енергије, нпр; механичку, топлотну, хемијску енергију, свјетлосну и енергију зрачења.

### Предности електричне енергије
Предност електричне енергије наизмјеничне струје је што се може лако и без претјерано великих губитака преносити путем електричне мреже на мале (ниски напон) и велике удаљености (високи напон) од мјеста производње до мјеста потрошње. Следећа предност је што се код наизмјеничне струје једноставно и ефикасно може трансформисати напон у зависности од жељене даљине преноса.
Такође је предност што се на мјесту потрошње лако може трансформисати у све погодне облике енергије помоћу једноставних електричних уређаја.
Електрични пријемници (уређаји) користе електричну енергију за свој рад па зато морају бити прикључени на неки од извора електричне енергије. Поједини електрични пријемници прикључени су на извор електричне енергије у виду батерија или акумулатора, док је већина пријемника прикључена преко електричне мреже на електране наизмјеничне струје.

### Термоелектране
Термоелектране (ТЕ) су постројења у којима се производи топлотна енергија и електрична енергија. Термоелектрана према погонским машинама може бити турбинска (парна, гасна, плинско-парна) или са моторима с унутрашњим сагоревањем (дизелов, гасни, бензински мотор).

#### Парне термоелектране
У парној термоелектрани најчешћи су извор енергије фосилна горива, али то могу бити и нуклеарно гориво, топли извори (геотермална енергија) и Сунце. Фосилна горива (угаљ, тешка уља, природни гас) изгарају и загревају котао са водом (генератор паре). Вода се загревањем испарава, прегрејана пара високог притиска одводи се у парну турбину, а она покреће генератор у којем се механичка енергија претвара у електричну.
Основна производна јединица електропривреде у савременим термоелектранама је блок. Блок се састоји од једног постројења за производњу паре, једне кондензацијске турбине, електричног генератора и трансформаторског постројења. Принцип рада једне термоелектране је следећи: у ложишту парног котла изгара гориво. Топлота гасова изгарања загрева воду у парогенератору и вода се испарава. Прегрејана пара одговарајуће температуре и притиска одлази у парну турбину. У парној се турбини топлотна енергија претвара у кинетичку енергију, а у ротору долази до претварања кинетичке енергије у механички рад. Преко вратила механички рад преноси се на ротор електричног генератора, гђ се механички рад претвара у електричну енергију.

#### Термоелектране топлане
Топлана је термоелектрана која служи за истодобну производњу електричне енергије и водене паре за оближње потрошаче топлотне енергије (за грејање зграда и за технолошке индустријске процесе). За те се намене у парној термоелектрани узима водена пара која је делимично експандирала у турбини, а у гасној термоелектрани за загревање воде служе врући излазни гасови након експанзије у турбини. Ако се топли извори искориштавају као извор енергије, пара која избија на површину најчешће се директно одводи у парну турбину. У кориштењу енергије предност имају потрошачи топлоте, а електрична енергија је додатни излаз. Припрема горива, ваздуха и воде, те одвођење отпадних материја исти су као и у термоелектрани.

#### Гасне електране
Гасна електрана је једноставније постројење од парне термоелектране. У гасној термоелектрани може се као гориво употребити плин (природни гас, гас из високих пећи и слично) или лакша уља. Гориво изгара у посебним коморама у које се доводи и компримовани ваздух, па смеша ваздуха и гасова након изгарања погони гасну турбину, која окреће и компресор и генератор. Гасне електране у односу на парне имају знатно мање време потребно за покретање из хладног стања, димензије делова постројења су мање, нису потребни уређаји за припремање воде, могућност брзог укључивања, заустављања и наглих промена оптерећења.

#### Гасно-парна термоелектране
Гасно-парна термоелектрана са комбинованим гаснотурбинским и парнотурбинским процесом има већи степен деловања и од гасних и од парних електрана. Топлота гасова из гасне турбине предаје се води у надодатом парнотурбинском постројењу, у генератору паре, који може имати и властито ложење. Граде се и посебне коморе за изгарање, одн. ложишта под притиском, у које је уграђен и генератор паре, а напојна се вода загрејава отпадном топлотом из гасне турбине. Због захтева за врло чистим гасом, који пролази кроз турбину, претежно се употребљавају течна и гасовита горива. Угаљ се такође користи, али се пре изгарања расплињава и чисти у посебним постројењима или изгара у комори под притиском, а врући се гасови пре уласка у турбину филтрирају. Технолошки захтеви за чистим горивом и мање потребе за расхладном водом чине термоелектране с комбинованим процесом и с еколошкога гледишта прихватљивима.

#### Дизел електране
Дизел електране су постројења која служе као помоћне електране, резервни извори енергије у урбаним срединама (болнице, робне куће), стални извори енергије на бродовима, нафтним платформама. Најважнији део опреме дизел електране је дизелов мотор. Пуштање у рад дизеловог мотора осигурава се компримованим ваздухом из боце и дотоком горива из дневног спремника за нафту. Измењивачима топлоте осигурава се хлађење мотора. Вода из измењивача топлоте води се у расхладни торањ где се хлади и враћа у процес. Рад електране се заснива на претварању механичког рада који ствара дизелов мотор у електричну енергију.

#### Нуклеарне електране
Нуклеарна електрана разликује се од термоелектране на фосилна горива у примарном постројењу, у које улазе нуклеарни реактор, делови примарног круга зависни су од врсте реактора и помоћних система. Топлотом из нуклеарног реактора загрева се и испарава вода у парогенератору, а настала водена пара покреће парну турбину и електрични генератор. Термодинамички процес исти је као у класичној парној електрани, за разлику што улогу парног котла преузима реактор с измењивачем топлоте или без њега. У нуклеарни реактор се уноси нуклеарно гориво и расхладно средство. Нуклеарном фисијом нуклеарног горива у реактору се ослобађа велика количина топлоте. Пару за погон парне турбине могуће је произвести директно у реактору, или у измењивачу топлоте. Произведена пара одводи се у турбину, а претварање топлотне енергије у електричну одвија се на исти начин као и код класичне термоелектране на фосилна горива.

#### Геотермалне електране
Геотермална електрана је као свака друга електрана, осим што се водена пара не производи изгарањем фосилних или других горива, већ се црпи из Земље. Даљњи је поступак с паром исти као код конвенционалне електране: пара се доводи до парне турбине, која покреће ротор електричног генератора. Након турбине пара одлази у кондензатор, кондензује се, да би се тако добијена вода вратила назад у геотермални извор. Под појмом геотермална енергија сматра се она енергија која се може придобити из Земљине унутрашњости и користити у енергетске или неке друге сврхе.

### Хидроелектране
У хидроелектрани се потенцијална енергија воде у водној турбини претвара у кинетичку енергију, а затим се она, вртњом хидрогенератора, претвара у електричну енергију. Главни су делови хидроелектране: брана, захват, довод, водна комора, цевовод под притиском, подземна машинска просторија, одвод и расклопно постројење. Сврха је бране да повиси ниво воде како би се постигао већи пад или како би се уз повећање пада остварила и акумулација воде и повећали протоци током суше. Захват је уређај који воду усмерава према доводу, а изводи се као канал или као тунел, што зависи од конфигурације терена. На крају довода водна комора преузима осцилације нивоа воде што настају због промјена дотока воде турбинама. Водна комора и турбине спојене су челичним цевоводом под притиском, који за мале падове може бити и армиранобетонски. У машинској просторији су смештене турбине, генератори и уређаји за управљање, заштиту и погонски надзор. У малим електранама на истом месту се налази и расклопно постројење, јер су тада и електрични водови, којима је електрана спојена с мрежом, нижег напона. Пошто вода преда своју потенцијалну енергију турбинама, одводи се у корито водотока.
Према смештају машинске просторије у односу на брану, разликују се деривацијска и прибранска хидроелектрана. Деривацијска хидроелектрана гради се у брдовитим пределима или у равници кад се само градњом бране, а због неповољних топографских услова не остварује довољан пад. Тада се вода доводи хидроелектрани тунелом или вештачким каналом.
Понекад, када је то економски повољније, гради се подземна машинска просторија. У прибранској хидроелектрани машинска просторија се налази директно уз брану, а често је и њен део, па је у брани уграђен захват, цевовод под притиском и одвод. Акумулација узводно од бране преузима улогу водне коморе. С обзиром на начин искориштавања воде, разликују се проточна и акумулацијска хидроелектрана. Проточна је она у којој се вода искориштава онако како дотиче, па свако одступање од таквог начина рада узрокује прилив воде.
У акумулацијској хидроелектрани вода се током кишних раздобља, или за време мање потрошње, акумулира како би се искористила у погодноме часу (акумулационо језеро). Црпно-акумулацијска хидроелектрана за производњу електричне енергије употребљава воду која се црпљењем из речнога корита или језера акумулира у акумулацијскоме базену, смештеном на вишој надморској висини. За црпљење воде искориштава се вишак електричне енергије током ноћи или за време кишних раздобља.

#### Електране на плиму и осеку
Међу хидроелектране може се убројити и електрана која за погон генератора искориштава потенцијалну енергију на темељу плиме и осеке (морске мене). Да би се то остварило, преграђује се мањи залив како би за време плиме морска вода струјала кроз турбине и пунила залив, који би се, такође кроз турбине, празнио за време осеке. То је могуће технички остварити само тамо где разлика између плиме и осеке износи неколико метара.

#### Електране на таласе
Електране на таласе су електране које користе енергију таласа за производњу електричне енергије. Енергија таласа је обновљиви извор енергије. То је енергија узрокована највећим делом деловањем ветра о површину океана. Снага таласа се разликује од дневних мена плиме/осеке и сталних циркуларних океанских струја. За кориштење енергије таласа мора се одабрати положај на коме су таласи довољно чести и довољне снаге. Енергија таласа нагло опада с дубином таласа, те тако у дубини од 50 метара износи свега 2% од енергије непосредно испод површине. Снага таласа процењује се на 2x109 kW, чему одговара снага од 10 kW на 1 m ваљне линије. Та снага се мења зависно од земљописног положаја, од 3 kW/m на Медитерану до 90 kW/m на Северном Атлантику. Она се током времена мења (више и већих таласа има у зимском периоду) и има случајно обележје.

### Ветроелектране
У ветроелектрани или ветреној електрани кинетичка енергија ветра претвара се помоћу ветрене турбине и генератора (ветроагрегат) у електричну енергију. Исплативо искориштавање те енергије отежано је због непредвидљивости ветра, наглих промена његове брзине и краткога времена искориштавања максималне снаге електране. Густина снаге енергетскога постројења износи од 100 до 700 W/м² круга који описују врхови лопатица ротора и битно зависи од брзине ветра. Ради постизања што веће снаге, граде се лопатице пречника и до 90 метара, мада су мања постројења исплативија. За претварање кинетичке енергије ветра у механичку служе ветротурбине које се постављају на стубове. Висина стуба зависи од промеру ротора турбине и потребне инсталиране снаге. Брзоходне ваздушне турбине имају две лопатице, а спороходне до дванаест и више лопатица. Ветротурбине с обзиром на смер ветра и окретање ветротурбинског система у односу према смеру ветра могу бити вертикалне (водоравно вратило) на смер ветра или у смеру ветра (вертикално вратило). Водоравне ветротурбине се праве с више лопатица, које се постављају уз ветар или низ ветар у односу према преносном и генераторском механизму. Ветротурбине са вертикалним вратилом не захтевају посебне конструкције носача ни контролу њиховог положаја. Већина делова који се повремено морају сервисирати смештена је на нивоу блиском земљи.

### Сунчане или соларне термоелектране
Сунчана или соларна термоелектрана претвара Сунчеву топлотну енергију у механички рад. Ради постизања што виших температура погонског медија (обично воде), а тиме и вишег ступња деловања процеса, Сунчево зрачење се рефлекторима (параболичним или цилиндричним огледалима) сконцентрише на апсорбер с погонским медијем, а настала водена пара покреће генератор преко неке топлотне машине. Регулацијски механизми притом стално намештају рефлекторе према положају Сунца. При густини Сунчевог зрачења од 0,8 kW/m², за снагу постројења од 1 kW потребна је површина рефлектора од 6 до 8 m². Искориштавање енергије Сунца једно је од подручја истраживања која су, посебно последњих година, присутна у свету науке, технологије и примене. Сунчева енергија скупља се уређајима који се зову фотонапонске плоче или колектори. У њима се она претвара у топлотну (сунчев топловодни колектор) и електричну енергију (фотонапонски системи).

#### Соларне термалне електране
Соларне термалне електране су извори електричне струје добијене претварањем Сунчеве енергије у топлотну тако што се загрева течност или чврста материја, а затим се тај производ искористи у кружном процесу (најчешће се користи Ранкинов циклус) за стварање електричне енергије. С обзиром на то да немају штетних производа приликом производње електричне енергије, а имају сразмерну добру искористивост (20-40%), прориче им се светла будућност. Како је количина енергија која пада на површину изузетно велика, изградњом таквих електрана на сунчаним подручјима (на пример Сахара) могао би се енергијом опскрбљивати велики део потрошача, барем док не узме привреда у обзир. Ипак, чак и као мањи енергетски систем могу постати врло битан фактор (на пример на острвима). Напредак ове технологије зависи и од самог Ранкиновог кружног процеса.

#### Фотонапонске електране
Фотонапонска електрана или Сунчана (соларна) електрана са фотоелементима претвара Сунчево зрачење директно у електричну енергију. Електрана се састоји од мноштва фотоелемената, у којима се унутрашњим фотоелектричним учинком раздвајају електрични набоји у полупроводницима, а као последица настаје разлика електричног потенцијала. Већ према грађи фотоелемената и јачини Сунчевог зрачења, електрични напон у празном ходу износи 0,5 до 0,9 , а серијским и паралелним спајањем фотоелемената постижу се жељени називни напон и електрична струја. Трошкови улагања таквих електрана сразмерно су велики, а за производњу фотоелемената потребне су знатне количине електричне енергије.

### Биоелектране
Биоелектрана је електрана која користи енергију биомасе за добивање електричне енергије, а често и топлотне енергије за грејање (когенерација). Производња електричне енергије из биомасе је слична као и за фосилна горива - у термоелектранама; најпре претварање у топлотну енергију носилаца (водена пара код парних турбина, природни гас код гасних турбина), претварање у механичку, а потом у електричну енергију. Ради повећања степена деловања користи се когенерација – истовремена производња топлотне и електричне енергије, при чему је потребан потрошач топлоте.
Мале когенерацијске електране су вишенаменски објекти, који из фосилних горива и биомасе поступком когенерације производе електричну и топлотну енергију, а у одређеним случајевима производи се и хладна вода за потребе хлађења. Горива за погон малих когенерацијских електрана су гасовита, течна и чврста. Одговарајуће топлотне снаге зависе од врсте енергетског агрегата и крећу се у распону од 20 до 20 000 kW.

### Електрана с горивним чланцима
Електрана с горивним чланцима, каква је експериментално саграђена 1985. у Јапану, темељи се на директном претварању хемијске енергије у електричну у горивним чланцима. Међутим, због кратког века, великих трошкова изградње и трошкова одржавања, а нарочито због велике масе по јединици снаге, те електране још нису спремне за тржишну производњу електричне енергије.

#### Водонична економија
Водонична економија или економија водоника је идеја промене светске економије енергије зависне од нафти у ону темељену на водонику. Када се говори о водоничној економији, у првом реду се мисли на еколошки прихватљиву производњу водоника у великим количинама и примену у два велика подручја: превозу и енергетици. Главни разлог је загађење које изазивају аутомобили с погоном на фосилна горива (угљоводонике). Само у САД 2001, емисија из моторних возила била је већа од 500 милиона тона еквивалентног угљеника. Пре скоро 50 година у научној и техничкој литератури најављена је употреба водоника као примарног енергетског извора у превозу и електроенергетици. Касних 1960-их година, у НАСА Аполо програму употребљена је горивна ћелија на водоник као енергетски извор. У 2003. предсједник САД Буш и предсједник ЕУ Проди потврдили су визију водоникове економије. Америчко министарство за енергију иницирало је употребу водоничног горива, према којој би водонична ера започела 2024.

## Структура електране
Главни уређаји (направе) у електранама наизмјеничне струје су: турбина и генератор,
Турбина је уређај (направа) преко које се кинетичка енергија текуће воде или паре под притиском претвара у механичку енергију - вртење турбине. 
Хидроелектране користе тзв. водене турбине, а зову се тако јер турбину покреће вода; док термоелектране користе тзв. парне турбине и гасне турбине (плинске турбине). Називају се опет по материји која их покреће (пара, гас).
Генератори, су уређаји (направе, машине) који претварају механичку енергију у електричну. На генератору се разликују два основна дијела: дио који се врти (ротира) - ротор, и непокретни дио - статор који у облику великог шупљег ваљка обухвата ротор. Да би генератор „производио“ електричну енергију потребна му је погонска направа (машина) која ће да врти (обрће) његов ротор. 
Вратило или осовина турбине је директно или индиректно повезана са вратилом или осовином генератора на којој се налази ротор.
За покретање мањих генератора употребљавају се дизел-мотори, гасне турбине и сл. Турбину покреће најчешће вода или прегријана водена пара под притиском. 
Све електране код којих постоји термодинамички циклус са воденом паром имају котловска постројења, која се код нуклеарних електрана зову нуклеарни реактори, јер се процес прављења паре одвија у реактору. 
Поред овога, електране имају и трансформаторска постројења. трансформаторска постројења која напон подижу на ниво потребан за транспорт електричне енергије преко далековода.

## Галерија
- Изглед једне електране 1930-их година